# Oupemneferet
Oupemneferet est un prince royal du milieu de la Ve dynastie, prêtre officiant pour de nombreuses divinités.
Une stèle incrustée dans le mur de son mastaba (N° 46) a été retrouvée près de la pyramide de Khéops, dans le cimetière ouest du complexe funéraire de Khéops. Cette stèle, découverte par l'expédition Hearst (en) en 1905, est conservée au musée de l'université de Californie à Berkeley.

## Testament d'Oupemneferet
La stèle reproduit le testament d'Oupemneferet, daté de l'année de l’« Union des Deux Terres » correspondant à l’avènement de Niouserrê vers -2450. Le texte a sans doute été écrit par son fils Iby, bénéficiaire du testament.
Le texte cite ses nombreux titres : il est prêtre de Seshat (Hm-nTr-sSA.t xnty.t pr-mDA.t) ; serviteur du Bâ de Pé (Hm bA.w-P) (de Bouto) ; prêtre d'Horus (Hm-nTr-Hr.w-mHt(y)) ; prêtre d'Anubis (Hm-nTr Jnp.w) ; prêtre de Mehyt (hkA-MH.yt) ; prêtre de Heqat (Hm-nTr Hq.t) , etc. et se termine par le fait qu'il est fils du roi (sA-nswt) et son nom, Oupemneferet (wp-m-nfr.t).